# 湯萼棠
湯萼棠（?—?），字韡齋，浙江杭州府仁和縣（今浙江省杭州市）人，清朝政治人物。進士出身。
乾隆二十八年（1763年）登進士。乾隆三十二年（1767年）任刑部員外郎，后升任刑部湖廣司郎中。乾隆三十九年（1772年）任刑部廣西司郎中、江西南安府知府。后升任吉南贛寧道。乾隆四十五年（1777年）署江西按察使、后署江西督糧道。